# 小行星1111
小行星1111（1111 Reinmuthia）是一颗围绕太阳公转的小行星。1927年2月11日，卡爾·威廉·萊茵姆特在海德堡发现了此天体。
該小行星以發現者卡爾·威廉·萊茵姆特命名。
这颗小行星的绝对星等为10.59等。